# 48778 Shokoyukako
48778 Shokoyukako este un asteroid din centura principală de asteroizi.

## Descriere
48778 Shokoyukako este un asteroid din centura principală de asteroizi. A fost descoperit pe 1 septembrie 1997 la Yatsuka de Hiroshi Abe (astronom). Asteroidul prezintă o orbită caracterizată de o semiaxă mare de 2,79 ua, o excentricitate de 0,16 și o înclinație de 9,9° în raport cu ecliptica.